# Adolescence (Salvador Dalí)
Adolescence is een schilderij uit 1941 van de Spaanse kunstschilder Salvador Dalí.

## Kenmerken
De gouache is gemaakt op een pagina van het tijdschrift Pour Vous van 11 oktober 1939. Het toont het gezicht van de actrice Betty Stockfeld en tegelijkertijd een moeder met kind op een weidse vlakte met op de achtergrond een bergrug.

## Eigenaren
Het Scheringa Museum voor Realisme in Spanbroek kocht het werk op de Tefaf in Maastricht. Het is afkomstig uit een privécollectie in Frankrijk. Het werk werd aangekocht bij Galerie Hopkins-Custot in Parijs. 

## Diefstal
Het werk werd op vrijdag 1 mei 2009 gestolen toen enkele gewapende mannen het museum binnendrongen en de receptioniste en een bewaker bedreigden. Ze liepen door naar een van de zalen in het museum en haalden daar twee werken van de muur. Na de overval vluchtten ze in een kleine zwarte auto. In juli 2016 zijn de werken teruggevonden.